# NGC 4043
NGC 4043 ist eine aktive, linsenförmige Galaxie vom Hubble-Typ S0 mit ausgedehnten Sternentstehungsgebieten im Sternbild Virgo auf der Ekliptik. Sie ist schätzungsweise 284 Millionen Lichtjahre von der Milchstraße entfernt und hat einen Durchmesser von etwa 50.000 Lichtjahren.

Im selben Himmelsareal befinden sich die Galaxien NGC 4058 und IC 756.
Das Objekt wurde am 9. April 1828 von dem Astronomen John Herschel entdeckt.